# Dendrolycopodium
Dendrolycopodium je rod rostlin z čeledi plavuňovitých (Lycopodiaceae). Zahrnuje čtyři nebo pět druhů, které se vyskytují v Severní Americe a ve východní Asii. V mnoha zdrojích bývá vřazován do širokého rodu plavuň.

## Taxonomie
Podle tradičního a častého názoru (např. ve Flóře Severní Ameriky nebo v databázi Plants of the World) jsou zde uvedené druhy zahrnuty do široce vymezeného rodu Lycopodium. Rod byl jako samostatný taxon popsán v roce 2003 a v roce 2016 byl uznán v systému PPG I. V klasifikačních systémech obsahujících pouze široký rod Lycopodium jsou rostliny sem patřící zařazeny do sekce Obscurum nebo popsány jako skupina Lycopodium dendroideum.
Rod obsahuje čtyři njebo pět druhů; rozdíl je způsoben rozdílným statusem taxonu Dendrolycopodium verticale, který je považován buď za samostatný druh, nebo je ztotožňován s D. dendroideum.

## Popis

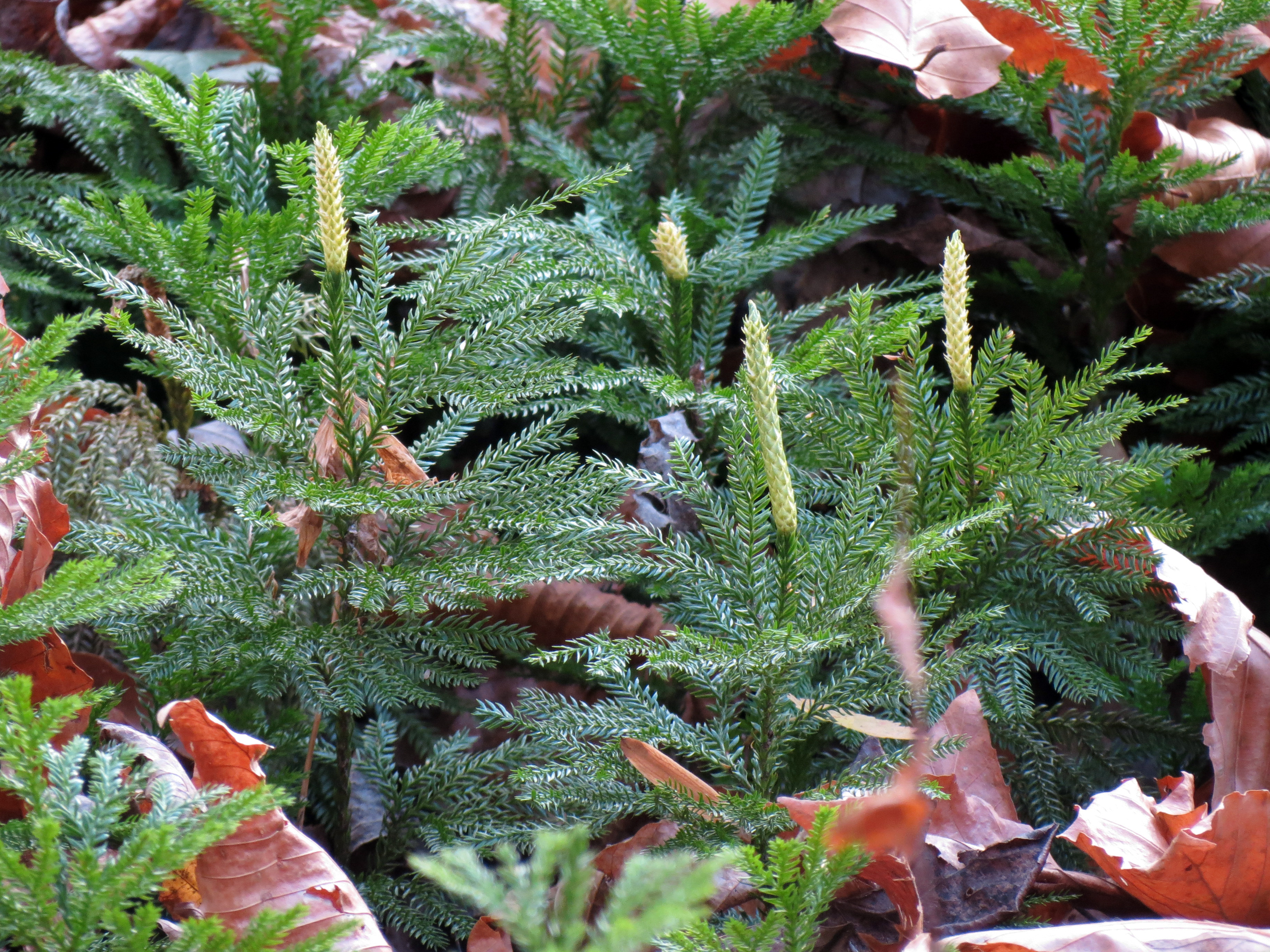
Dendrolycopodium obscurum v lesním podrostu

Jedná se o suchozemské, stálezelené byliny se vzpřímenými větvenými stonky a dlouhými podzemními vodorovnými stonky. Ty každý rok vytvářejí dichotomickými větvením nový nadzemní výhon a boční větev, která obvykle špatně roste a odumírá. Podzemní výhony jsou zřídka pokryty šupinatými listy. Nadzemní lodyhy se vyvíjejí 4 až 5 let, přičemž ve druhém a třetím roce dochází k větvení a ve třetím a čtvrtém roce se vyvíjejí výtrusnice nesoucí sporofyly. Přírůstky v po sobě jdoucích letech jsou odděleny úseky výrazně ztlustlých listů, které se tvoří v zimním období. Lodyhy vyrůstají vzpřímeně do výšky 8–19 cm (bez klásku) a na 3–4 uzlech se větví do postranních větví, což jim dodává stromkovitý vzhled (odtud název rodu). Boční větve se dále 3–4krát dichotomicky dělí a na jejich koncích vzniká 8–16 větví. Výhonky jsou na průřezu kulaté nebo na spodní straně zploštělé, bez rozmnožovacích pacibulek.

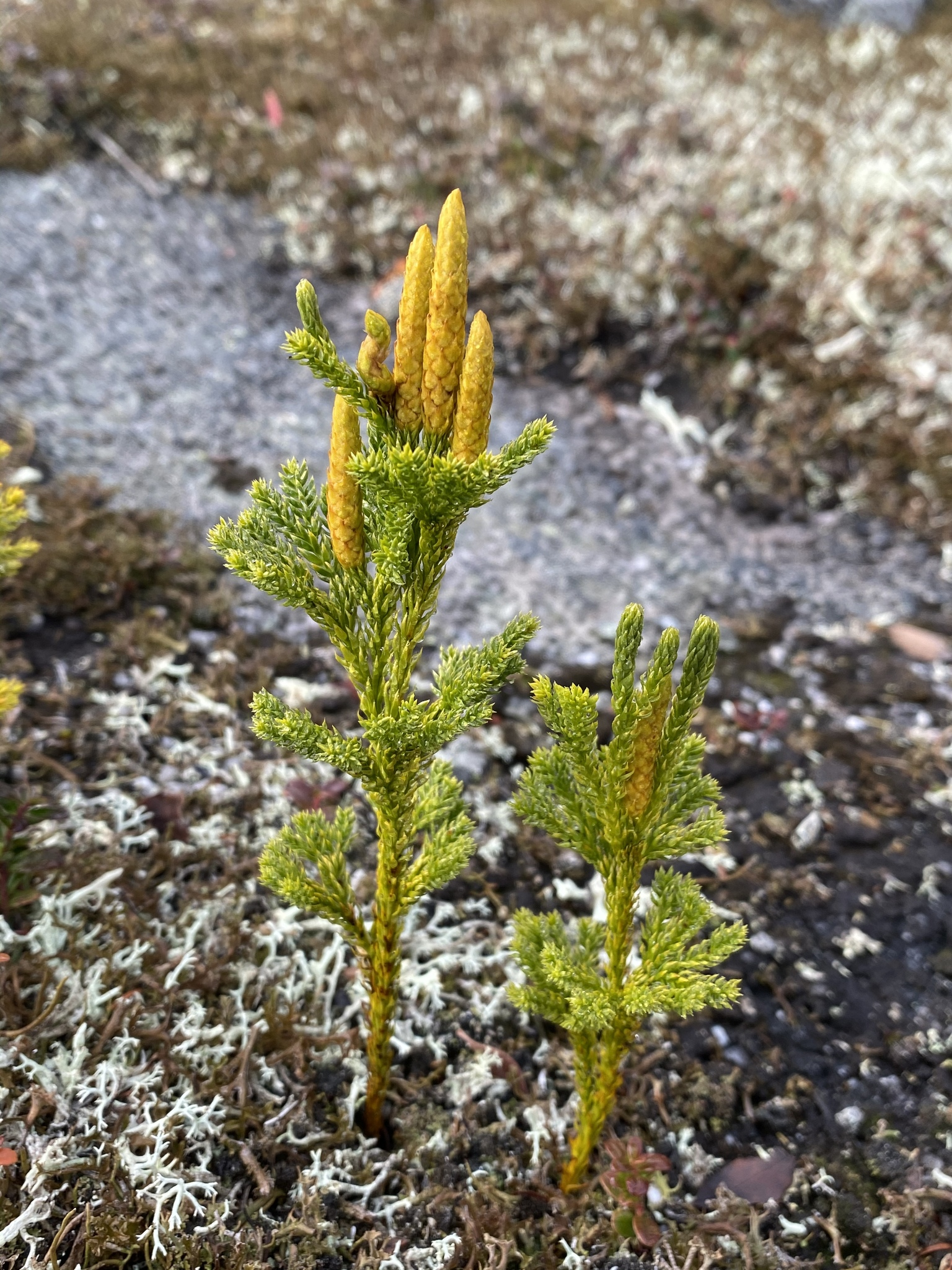
Dendrolycopodium hickeyi v Maine

Listy jsou na celé rostlině identického tvaru nebo slabě dimorfní. Vyrůstají v šesti řadách, jsou přirostlé nebo oddělené od stonku (to je jeden z rozlišovacích znaků jednotlivých druhů), na koncích jsou ostré, s bázemi sbíhajícími po lodyze.

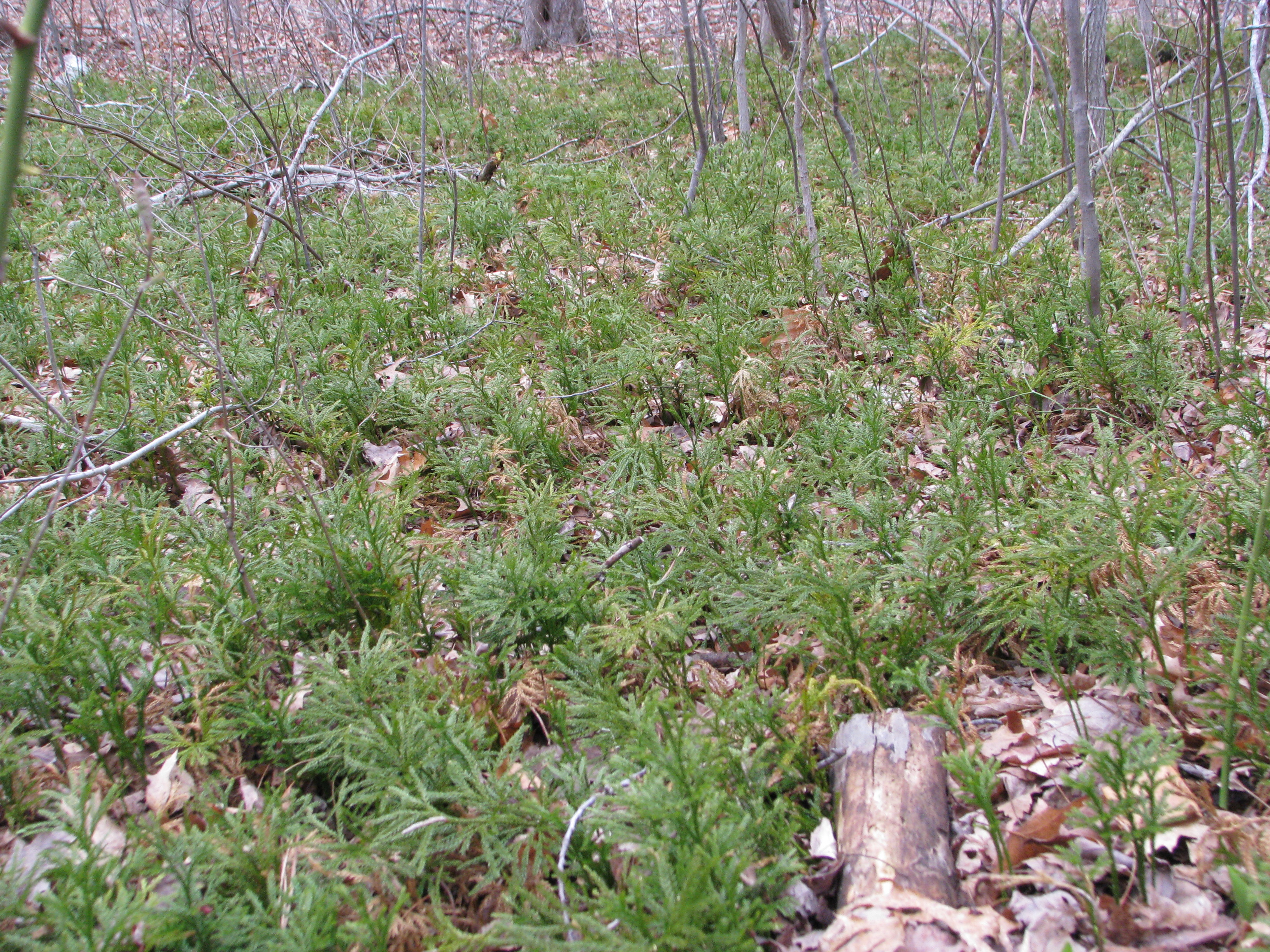
Populace mladých rostlin

Výtrusnicové klasy vyrůstají na vrcholu hlavního vzpřímeného výhonu a někdy také na silnějších postranních větvích. Jsou obvykle jednotlivé, někdy jich bývá několik, zřídka až 10. Jsou přisedlé a směřující vzhůru. Výtrusnice kryté dvěma stejně dlouhými šupinami se vyvíjejí na svrchním (adaxiálním) povrchu sporofylů.

## Ekologie a rozšíření
Tyto rostliny rostou v listnatých a smíšených lesích (včetně druhotných porostů), v houštinách vznikajících po těžbě dřeva a na otevřených i křovinatých plochách. V Severní Americe se vyskytují maximálně do nadmořské výšky 1600–1800 m.

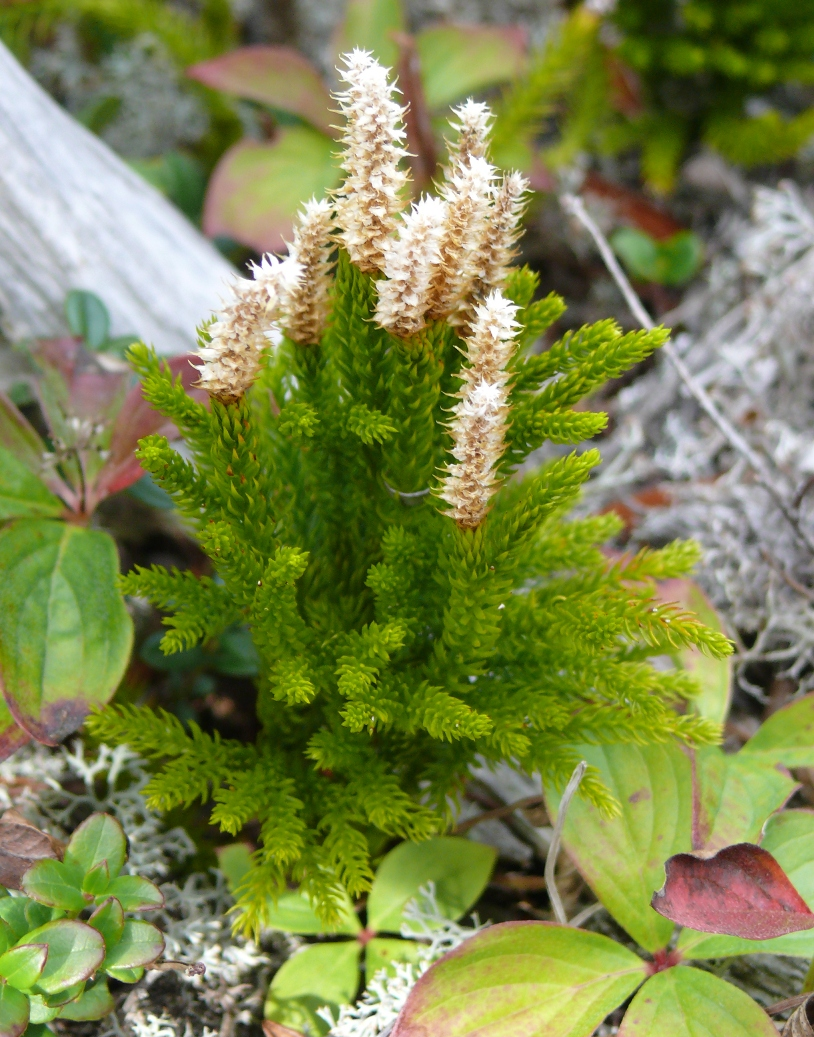
Dendrolycopodium juniperoideum na Sachalinu

## Zástupci
- Dendrolycopodium dendroideum (včetně D. verticale, syn. Lycopodium dendroideum) – většina Kanady včetně arktických ostrovů, sever a severovýchod USA, Aljaška, Čína od východního pobřeží až po Tibet, Japonsko, Korea, ruský Dálný východ
- Dendrolycopodium hickeyi (syn. Lycopodium hickeyi) – východ Severní Ameriky, izolovaně také v centrální Kanadě a na západním pobřeží USA
- Dendrolycopodium juniperoideum (syn. Lycopodium juniperoideum) – Kamčatka, ruské Přímoří a Sachalin, Japonsko, Tchaj-wan
- Dendrolycopodium obscurum (syn. Lycopodium obscurum) – východní polovina Severní Ameriky, Aljaška[5]